# Sabine und die 100 Männer
Sabine und die 100 Männer ist ein deutscher Spielfilm aus dem Jahre 1960 von Hollywood-Rückkehrer Wilhelm Thiele, dessen letzte Kinofilmregie dies war. Die Hauptrollen spielten Sabine Sinjen als Titelheldin, Dieter Borsche als ihr erfolgloser Vater und der berühmte Geiger Yehudi Menuhin als eine Art alter ego seiner selbst.

## Handlung
Seit der Dirigent Viktor Lorenz aus dem Zweiten Weltkrieg und einer langjährigen Gefangenschaft heimgekehrt ist, hat er keinen Anschluss mehr an das Musikgeschäft gefunden. Die Jahre der  Engagementlosigkeit haben ihn traurig und verdrossen gemacht. Seine fidele Tochter Sabine, die fleißig für den Parkhaus- und Garagenbetreiber Freitag arbeitet und in erster Linie Tankstellenkunden zu bedienen hat, will die Niedergeschlagenheit ihres Vaters nicht mehr länger mit ansehen und beschließt daraufhin, in ihrer dynamischen Art etwas dagegen zu unternehmen. Sie will unbedingt, dass Papa Viktor wieder als Konzertmeister auftreten kann, denn sie weiß, dass dies sein ganzes Leben ist. Mit unermüdlicher Ausdauer beschwatzt der Teenager, unterstützt vom nahezu gleichaltrigen Wölfchen Freitag, dem Sohn des Chefs, oftmals stellungslose, bisweilen schon recht betagte Musiker und telefoniert weitere Geiger, Pianisten und Flötisten zusammen, bis sie ein ganzes Sinfonieorchester von 99 Mann beisammen hat. Einer von ihnen, Martin Mansfeld, war bereits dabei, als Viktor Lorenz, der von all den Bemühungen Sabines nichts wissen darf, sein erstes Konzert gegeben hatte. Andere Musiker schlagen sich wiederum mit kleineren Auftritten wie beispielsweise auf Hochzeiten durch.
Nachdem die Kernarbeit geleistet ist, fehlt nur noch ein Publikumsmagnet, denn dies ist die Bedingung des Impresarios und Künstleragenten Herzog, der sich nur dann dieser bunten Truppe annehmen will, wenn man einen bekannten Namen als Zugpferd findet, der bei dieser Orchestergründung mitmacht. Und tatsächlich wird dieser schließlich per Zufall, dank einer Zeitungsente, in Gestalt des weltberühmten Violinisten Yehudi Francisatti gefunden. Sabine ist fasziniert von dem Mann und schleicht sich zu einer Orchesterprobe des Maestros hinein, wird dabei beinah von dem die Sitzreihen im Parkett durchsuchenden Portier Schulz entdeckt. Als der Zerberus wieder verschwunden ist, lauscht Sabine gebannt Francisattis Künsten. Als des Maestros Klänge verstummen, springt sie von ihrem Sitz auf und klatscht frenetisch, was wiederum Francisattis Begleitung erschreckt und den Maestro höchst irritiert. Portier Schulz ist angesichts des Lärms hellhörig geworden, kehrt in den Probesaal zurück und ergreift Sabine am Schlafittchen, doch der erste Schritt ist gemacht.
Nach einigem Hin und Her, Betteln und Bedrängen und einiger Nachsicht zeigt sich der Meistergeiger schließlich dazu bereit, Sabine bei ihrer großen Idee zu helfen. Die Rückkehr auf die Musikbühne wird für Viktor Lorenz ein einziger, beglückender Triumph. Während all ihrer Bemühungen kommt auch die Liebe in Sabines Leben nicht zu kurz, denn während ihrer andauernden Herumtelefoniererei hat sie ganz en passant auch noch einen schmucken Musikstudenten namens Michael Böhm kennengelernt, der bei ihr eigentlich nur tanken wollte und sie zu ihrer Empörung anfänglich auch noch für einen Jungen gehalten hatte…

## Produktionsnotizen
Sabine und die 100 Männer ist ein loses Remake von Henry Kosters 1937 gedrehtem US-Film 100 Mann und ein Mädchen, der damals ein gewaltiger Kassenerfolg war. Diese Neuverfilmung der von Ernst Lubitschs einstigem Stammautoren Hanns Kräly ersonnenen Stoffs entstand ab dem 26. September 1960 in den CCC-Studios von Berlin-Spandau. Die Dreharbeiten endeten im November desselben Jahres, die Uraufführung fand am 22. Dezember 1960 im Düsseldorfer Residenz-Theater statt.
Alf Teichs war bei dieser Produktion Chefdramaturg. Erich Kettelhut entwarf die Filmbauten, die Johannes Ott ausführte. Vera Mügge zeichnete für die Kostümentwürfe verantwortlich. Clemens Tütsch sorgte für den Ton. Es spielten die Berliner Philharmoniker unter Leitung von Ferenc Fricsay. 
Für Yehudi Menuhin war dies, abgesehen von einer Gastrolle (als sich selbst) 1942 in Hollywood, die einzige Spielfilmrolle seiner Karriere.
Regisseur Thiele beendete mit diesem Film seine Karriere und kehrte, nachdem weder Kritikern noch dem Publikum seine letzten beiden, 1960 in Deutschland entstandenen Inszenierungen gefallen hatten, in die Vereinigten Staaten zurück. Produzent Artur Brauner wiederum beendete mit diesem Film seine seit 1955 begonnenen Versuche, aus dem Dritten Reich emigrierte und seitdem in Hollywood ansässige und dort erfolgreich arbeitende Filmregisseure nach Deutschland zurückzuholen. Zuvor hatte Brauner neben Thiele auch Robert Siodmak, Fritz Lang, Gottfried Reinhardt, Gerd Oswald, Curtis Bernhardt und Wilhelm Dieterle Regieaufträge seiner Firmen CCC und Alfa verschafft und ihnen damit ermöglicht, erstmals nach 1945 wieder in Deutschland zu drehen.

## Kritiken
„Mit der klischeehaften Handlung dieses Films versöhnt allenfalls die Violinkunst von Yehudi Menuhin. Insgesamt nicht mehr als solide inszenierte Kinounterhaltung mit humoristischen Auflockerungen.“

Paimann’s Filmlisten resümierte: "Mit komödienhaften Konflikten neben ernster Musik und einer, diesmal nicht singenden, aber nicht minder natürlich gebenden, Heldin ein gelungenes Remake von „100 Männer u. 1 Mädchen“, das – nett aufgemacht und gut photographiert – allgemein recht anspricht."
In Das große Personenlexikon des Films heißt es, bei Thieles letzten beiden, 1960 gedrehten, Werken Der letzte Fußgänger und Sabine und die 100 Männer handele es sich um „zwei altväterliche, hausbackene Lustspiele im überkommenen Stile von ‘Opas Kino’“